# 大沢 (弘前市)
大沢（おおさわ）は、青森県弘前市の大字。郵便番号は036-8125。

## 地理
当地をアップルロード、弘南鉄道大鰐線が通る。北東は堀越、東は石川、南は南津軽郡大鰐町居土、西から西北にかけて松木平に接する。

### 小字
小字として荒田・稲元・稲元川原・牛沢川添・大久保・大開・大萢・蟹甲・上村元・上山ケ田・狐長根・小堤ケ沢・簾垂柳・下村元・下山ケ田・次郎ケ沢・杉久保・高地森・竹鼻・千年長根・堤ケ沢・手代森・寺ケ沢・戸谷・鳥井長根・堂ケ平・梨子平・苦小平・苦り沢・西下田面・西田・西前田・東下田面・東前田・曲り谷・松堤ケ沢・南ケ沢・無沢・村中・八幡長根・山下・湯船ケ沢・鷲上沢がある。

## 歴史

### 沿革
- 1889年（明治22年） - 石川村の一部。
- 1891年（明治24年） - 当時の記録では人口1027、戸数144、厩115とある。
- 1923年（大正12年） - 石川村から石川町になり、石川町の一部。
- 1957年（昭和32年） - 弘前市の大字になる。

## 世帯数と人口
2017年（平成29年）6月1日現在の世帯数と人口は以下の通りである。
| 大字             | 世帯数  | 人口    |
| ---------------- | ------- | ------- |
| 大沢（小字全域） | 427世帯 | 1,141人 |

## 交通
- 弘南鉄道大鰐線
  - 津軽大沢駅

## 施設

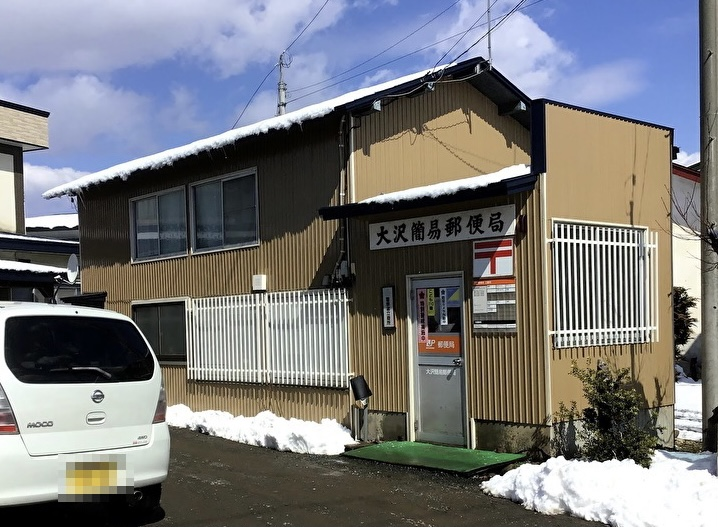

### 教育
- 社会福祉法人桂友会大沢保育園

### 交通
- 弘南鉄道大鰐線津軽大沢駅

### 公共
- 大沢簡易郵便局

## 小・中学校の学区
市立小・中学校に通う場合、学区は以下の通りとなる。
| 大字 | 番・番地 | 小学校             | 中学校             |
| ---- | -------- | ------------------ | ------------------ |
| 大沢 | 全域     | 弘前市立石川小学校 | 弘前市立石川中学校 |